# Constantino Balšić
Constantino Balšić (fl. 1378-1402), fue un señor de la familia Balšić, que gobernaba tierras en el norte de Albania.

## Biografía
Constantino era el hijo de Đurađ I Balšić, señor de Zeta y su esposa, Teodora Dejanović, hija del déspota Dejan. Después de la muerte de su padre en 1378, heredó una pequeña parcela de tierra entre los ríos de Bojana y Drin.
Para ampliar sus vínculos en los Balcanes occidentales, casó a su hermana Jevdokija con Esaú Buondelmonti, déspota de Ioánina. 
A finales de 1394, Constantino fue instalado como gobernador de Krujë por los otomanos y se casó con la primera esposa de Marco Barbadigo, la princesa albanesa Helena Topia, hija de Carlos Topia. Helena era prima hermana de Constantino, ya que su madre, Vojislava, y el padre de Constantino, Đurađ, eran hermanos. El abuelo materno de Helena y el abuelo paterno de Constantino fue Balša I. Fue enviado para convertirse en el jefe de los Balšić como un protegido otomano y aparentemente fracasó, ya que perdió su bastión, Dagnum, ante su primo, Đurađ II, en 1395.
Constantino era muy fiel al sultán Bayezid I. El 17 de mayo de 1395 combatió en la batalla de Rovine y presenció la muerte de algunos nobles serbios. Entre los que murieron se encontraron su primo Constantino Dejanović y el rey Marko Mrnjavčević.
En un documento veneciano del 8 de agosto de 1401, se le menciona como «Constantino, señor de Serbia, en el territorio que rodea nuestro territorio de Durazzo (Durrës)» (Constantini domini Servie, teritorii, quod est circa teritorium nostrum Durachii). En 1402, fue ejecutado en Durazzo por razones desconocidas. Después de su muerte, su esposa Helena y su hijo Esteban fueron primero a Venecia y luego vivieron con su hermana María. Dado que María estaba casada con Filip Maramonte, los venecianos y ragusanos a menudo se referían a Esteban Balšić como «Esteban Maramonte».

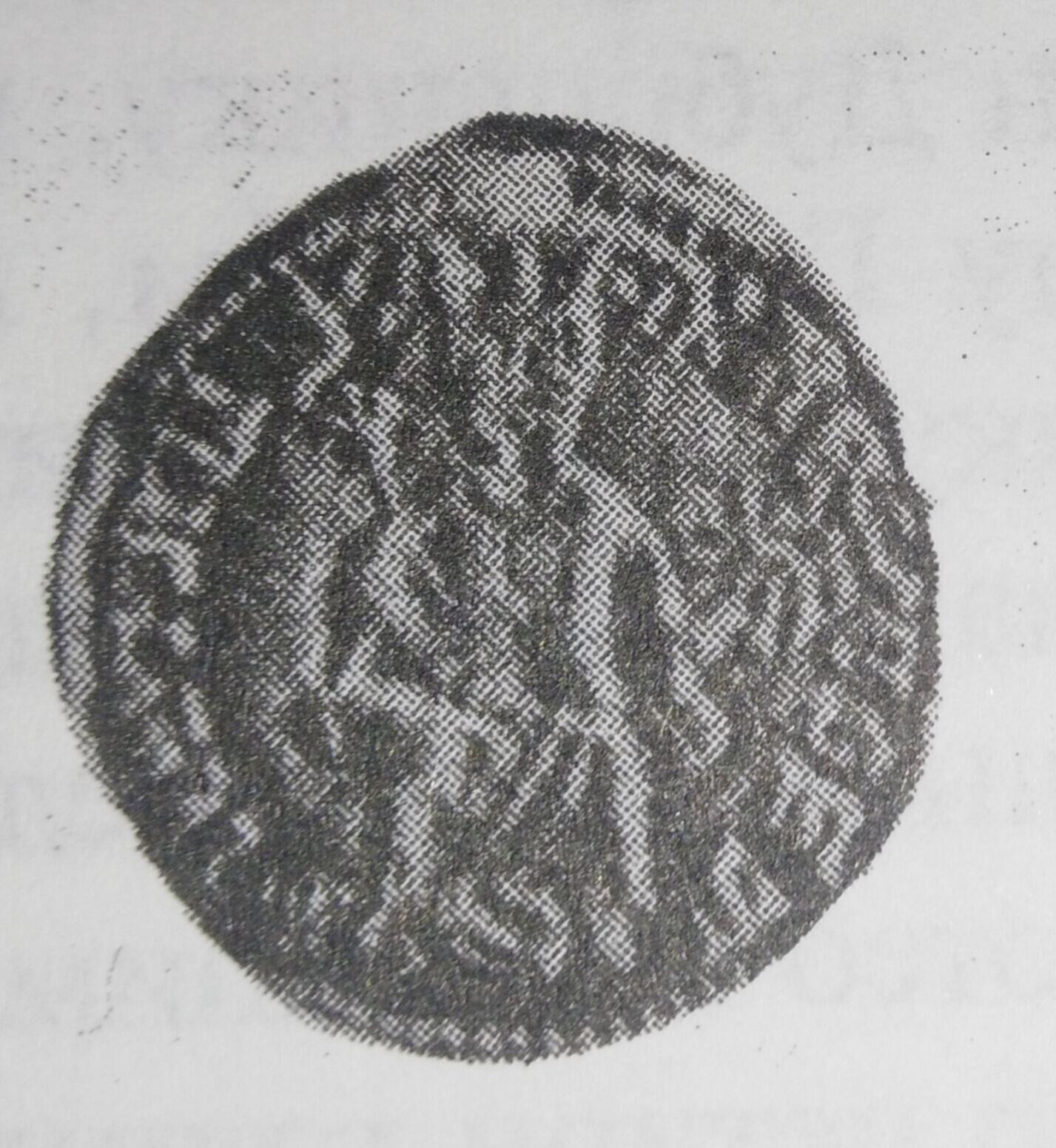
Moneda de Constantino Balšić con su retrato. Es el único tipo de moneda que acuñó.

En 1920, el historiador yugoslavo Milan Šufflay publicó, bajo el seudónimo de Alba Limi, una novela histórica sobre Constantino Balšić.